# Fort-Louis
Fort-Louis je občina v departmaju Bas-Rhin francoske regije Alzacija.
Leta 1990 je v občini živelo 223 oseb oz. 18 oseb/km².